# 야스다정 (니가타현)
야스다정(安田町)은 니가타현 동부 기타칸바라군에 존재했던 정이다. 2004년 4월 스이바라정, 교가세촌, 사사카미촌과 합병해 아가노시가 되었다.

## 지리
니가타 현의 북동부에 위치하고 남쪽으로 아가노 강이 흐른다. 반에쓰 자동차도의 야스다 IC를 가지고 있으며 국도 49호와 국도 290호가 교차한다.

## 역사
마을 내에는 쓰베타 선상지에 있는 조몬 시대 유적 「쓰베타 유적」을 비롯하여 많은 유적이 분포하고 있다
- 1889년 - 촌제 시행으로 야스다촌, 아카사카촌, 야마토촌(小浮村)이 성립하였다.
- 1891년 - 야마토촌이 大和村으로 개칭하였다.
- 1956년 1월 1일 - 히가시칸바라군 미카와촌의 일부를 편입되었다.
- 1960년 - 정으로 승격하였다.
- 2004년 4월 1일 - 스이바라정, 야스다정, 교가세촌, 사사카미촌이 합병해 아가노시가 되었다.

## 교통

### 도로
- 반에쓰 자동차도(일본어: 磐越自動車道)
  - 야스다 나들목
- 국도 제49호선
- 국도 제290호선